# Maison du Pigeon
La « Maison du Pigeon » (De Duif en néerlandais) est une maison de style baroque située aux numéros 26 et 27 de la Grand-Place de Bruxelles en Belgique, entre les maisons de la Chaloupe d'Or et du Marchand d'Or, au nord de la place.
Elle fut la maison de la corporation des peintres et fut habitée en 1852 par le poète et écrivain français Victor Hugo lors de son exil à Bruxelles : c'est là qu'il a rédigé son pamphlet Napoléon le Petit.

## Historique

### Construction et restaurations
La Maison du Pigeon était depuis le XVe siècle la propriété de la corporation des peintres.
Après la destruction des maisons de la Grand-Place lors du bombardement de la ville par les troupes françaises de Louis XIV commandées par le maréchal de Villeroy en août 1695, la corporation des peintres vendit la maison (ou ce qu'il en restait) en 1697 au tailleur de pierre et architecte Pierre Simon, qui est considéré comme l'auteur de la façade.
La maison fut restaurée en 1906-1908 par l'architecte J. Segers avec de la pierre de Gobertange et de la pierre d'Euville.
De nos jours, son rez-de-chaussée abrite deux commerces : un magasin de pralines Neuhaus et un marchand de dentelle.

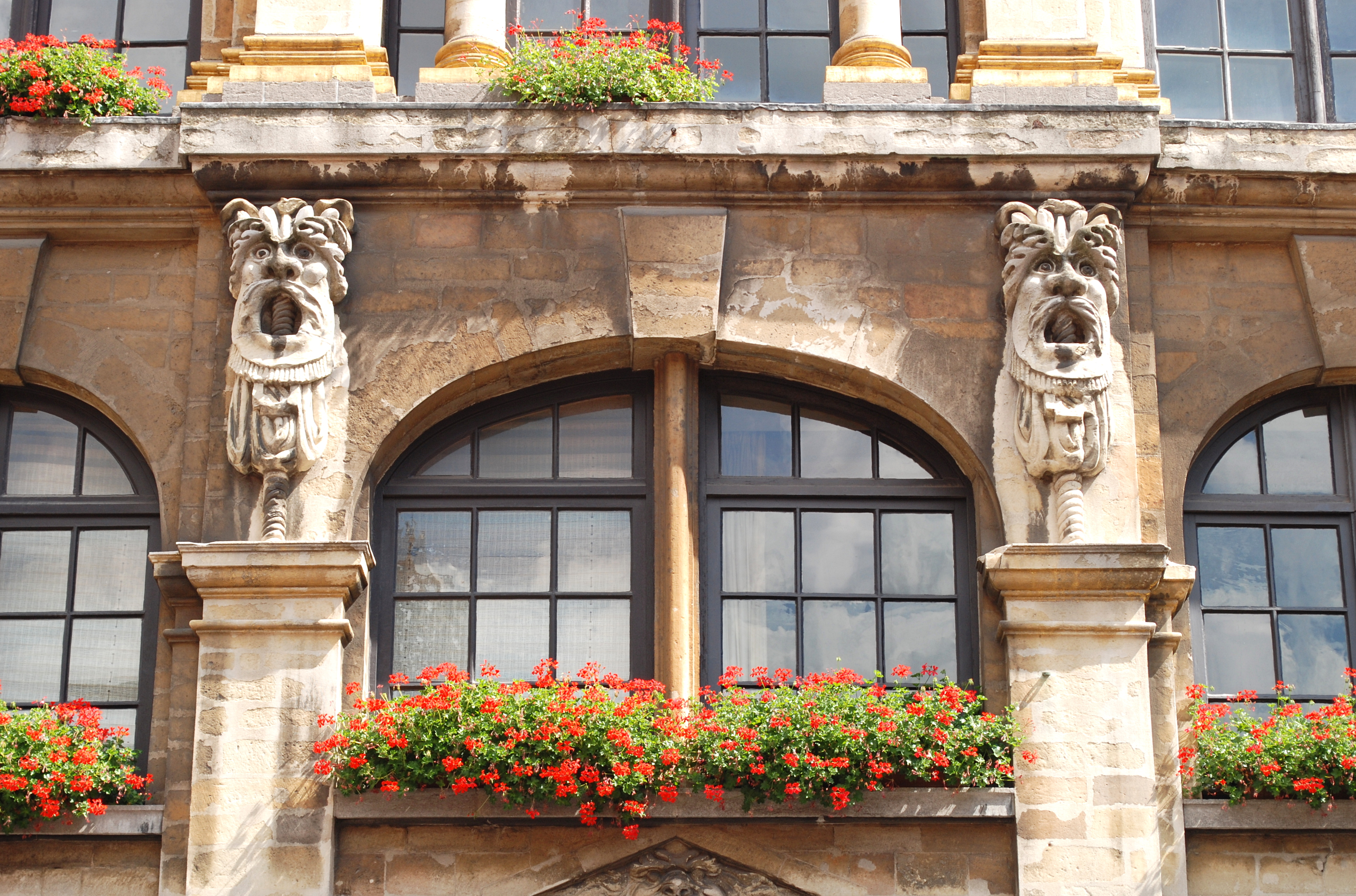
Masques de grotesques du premier étage.

### Exil de Victor Hugo
Sous le Second Empire, à cause de son opposition à Napoléon III, le célèbre écrivain et poète français Victor Hugo doit s'exiler à Bruxelles. Fuyant le coup d'État du 2 décembre 1851 par lequel Napoléon III met fin à la Deuxième République, Victor Hugo prend le train pour Bruxelles où il arrive le 12 décembre,.
Il réside pendant presque huit mois à Bruxelles (du 12 décembre 1851 au 1er août 1852), d'abord au n°16 de la place (Maison du Moulin à vent) avant de s'installer dans la Maison du Pigeon, en février 1852, comme l'atteste la plaque commémorative fixée sur la façade. Son appartement se trouvait alors au-dessus du bureau de tabac de Madame Cébère qui se proclamait « mères des proscrits ». Il reste 6 mois dans la Maison du Pigeon avant de quitter la Belgique pour Londres le 1er août 1852 car, après avoir publié son violent pamphlet contre l'Empereur intitulé Napoléon le Petit, il est invité à quitter la Belgique : il gagne Londres puis les îles Anglo-Normandes où il poursuit son exil durant dix-huit ans,.

## Classement
Les façades et les toitures de toutes les maisons qui bordent la Grand-Place font l'objet d'un classement au titre des monuments historiques en tant qu'ensemble depuis le 19 avril 1977 sous la référence globale 2043-0065/0.
Le classement a été étendu à d'autres parties du bâtiment le 7 novembre 2002, sous la référence 2043-0065/026.

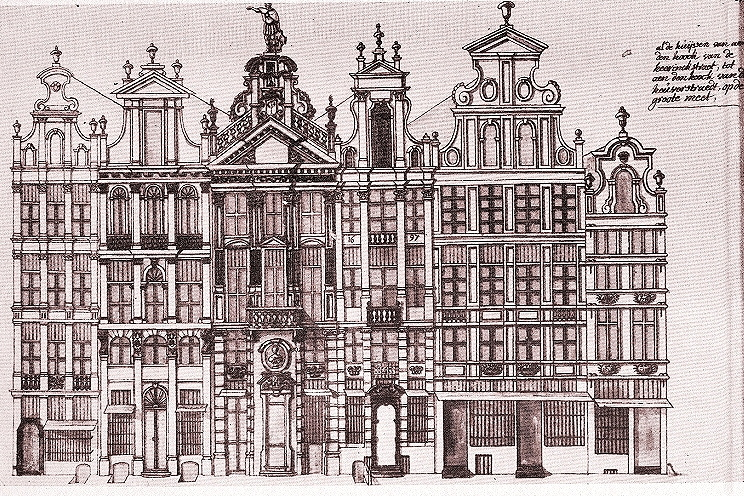
De gauche à droite: Le Marchand d'or, Le Pigeon, La Chaloupe d'or, L'Ange, Joseph et Anne, Le Cerf. Dessin de Ferdinand-Joseph Derons (1727).
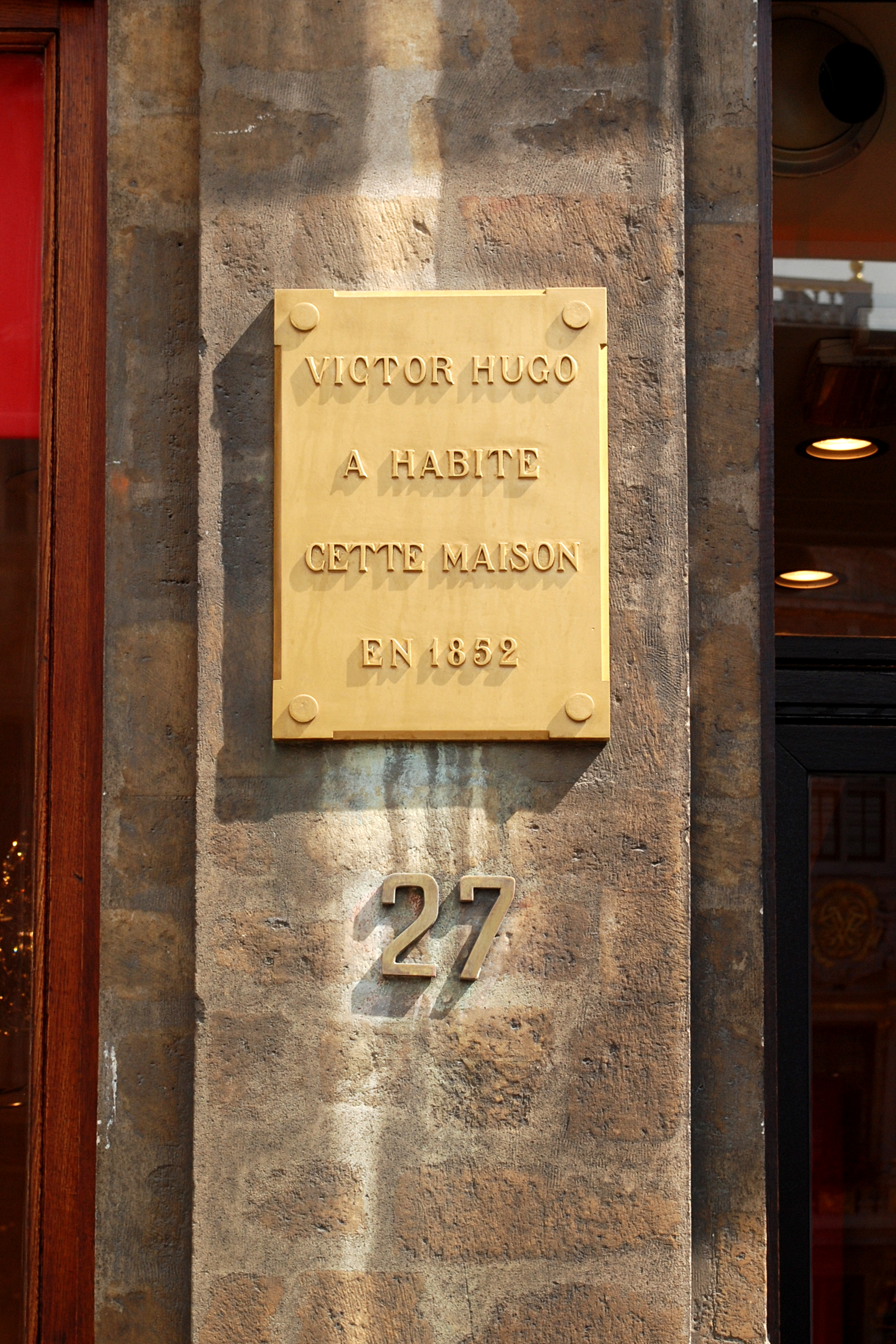
Plaque commémorative.

## Architecture
La « Maison du Pigeon », édifiée en pierre de taille, présente une façade composée de trois travées.
Les travées du premier étage sont percées de baies à arc surbaissé et sont délimitées par des masques de grotesques.
Celles du deuxième étage sont délimitées par des pilastres surmontés de chapiteaux de style ionique. Les travées latérales sont percées de simples fenêtres rectangulaires tandis que la travée centrale est ornée d'une serlienne (ou fenêtre palladienne) constituée d'une baie centrale couverte d'un arc en plein cintre, de deux colonnes et de deux baies latérales couvertes d'un linteau. Il s'agit là de la seule serlienne de la Grand-Place de Bruxelles.
Les travées du troisième étage sont percées de trois baies à arc en plein cintre et sont délimitées par des pilastres surmontés de chapiteaux à feuilles d'acanthe.
La façade est couronnée par un pignon sommé d'un fronton triangulaire surmonté de vases de pierre.

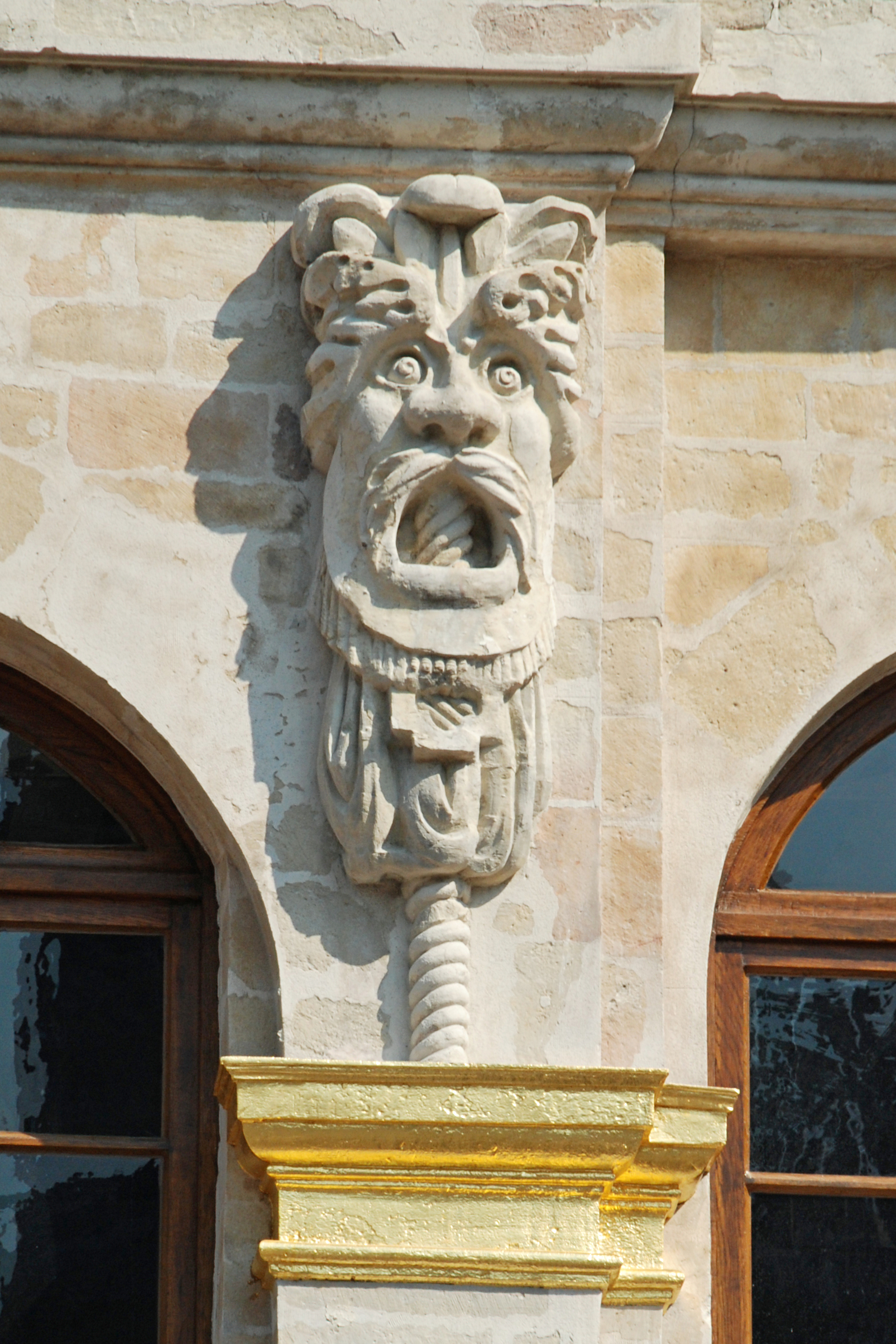
Masque de grotesque du premier étage.
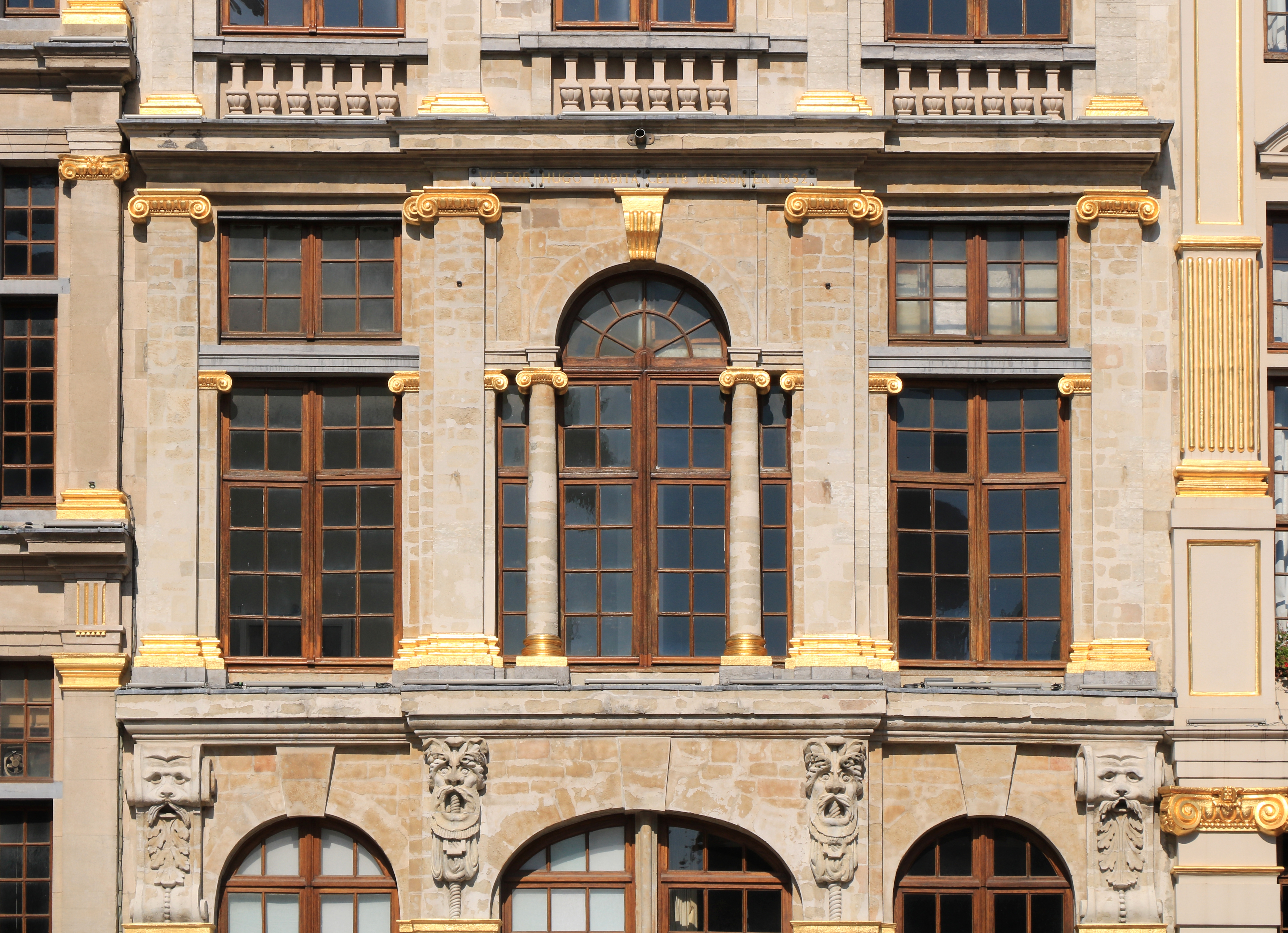
Serlienne (fenêtre palladienne) du second étage.
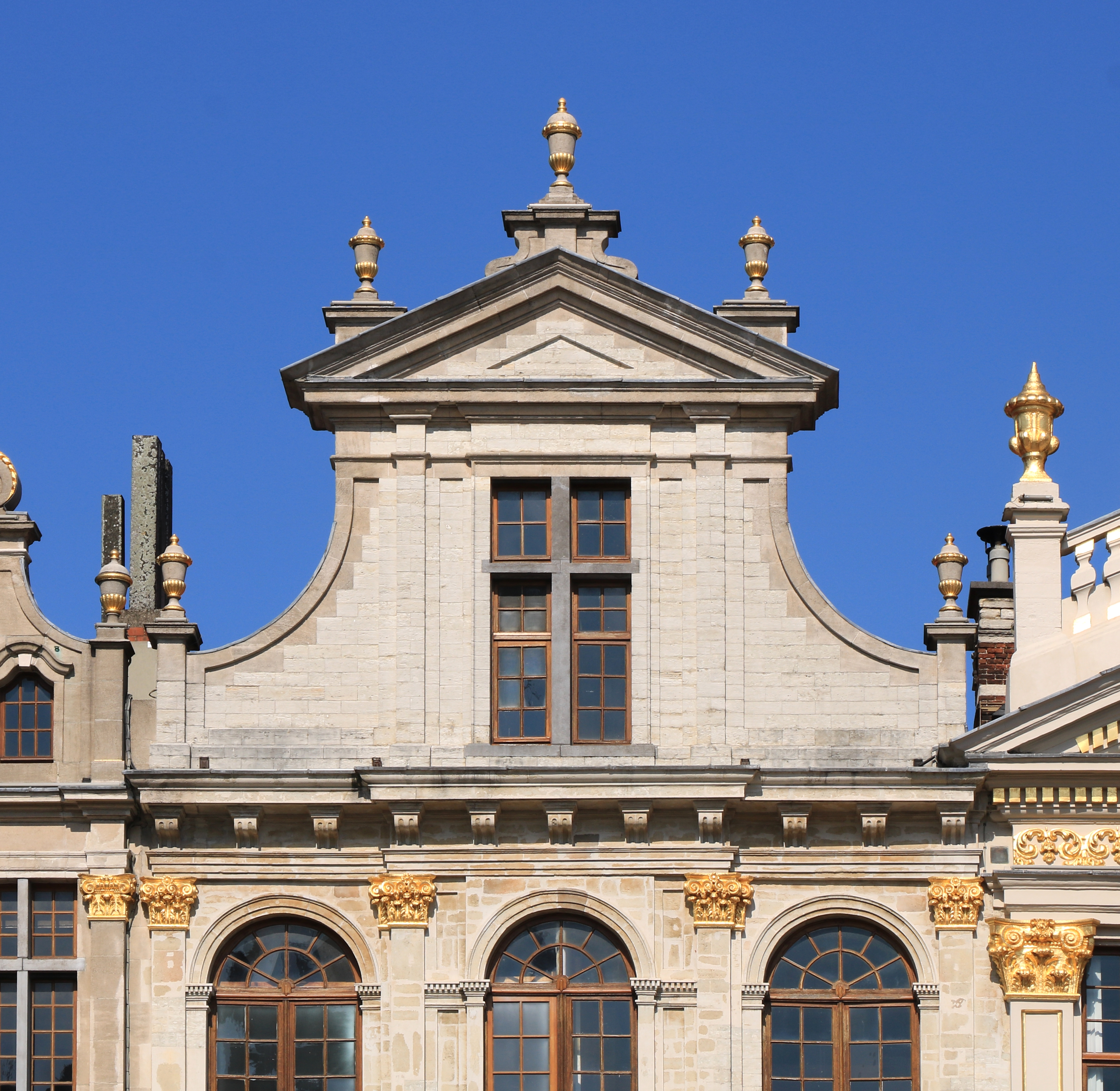
Pignon.